# 洪水橋
洪水橋（英語：Hung Shui Kiu）是香港新界元朗區的小型鄉鎮，位於屏山西南面與屯門區的鍾屋村之間。洪水橋原名紅水橋，建於紅水河支流之上，該支流傳統上是元朗和屯門的分界線；但現時因為十八區分界原因，大部份地方歸屬於元朗區的厦村鄉。

## 名稱來源
洪水橋的名稱來源有不同的說法：

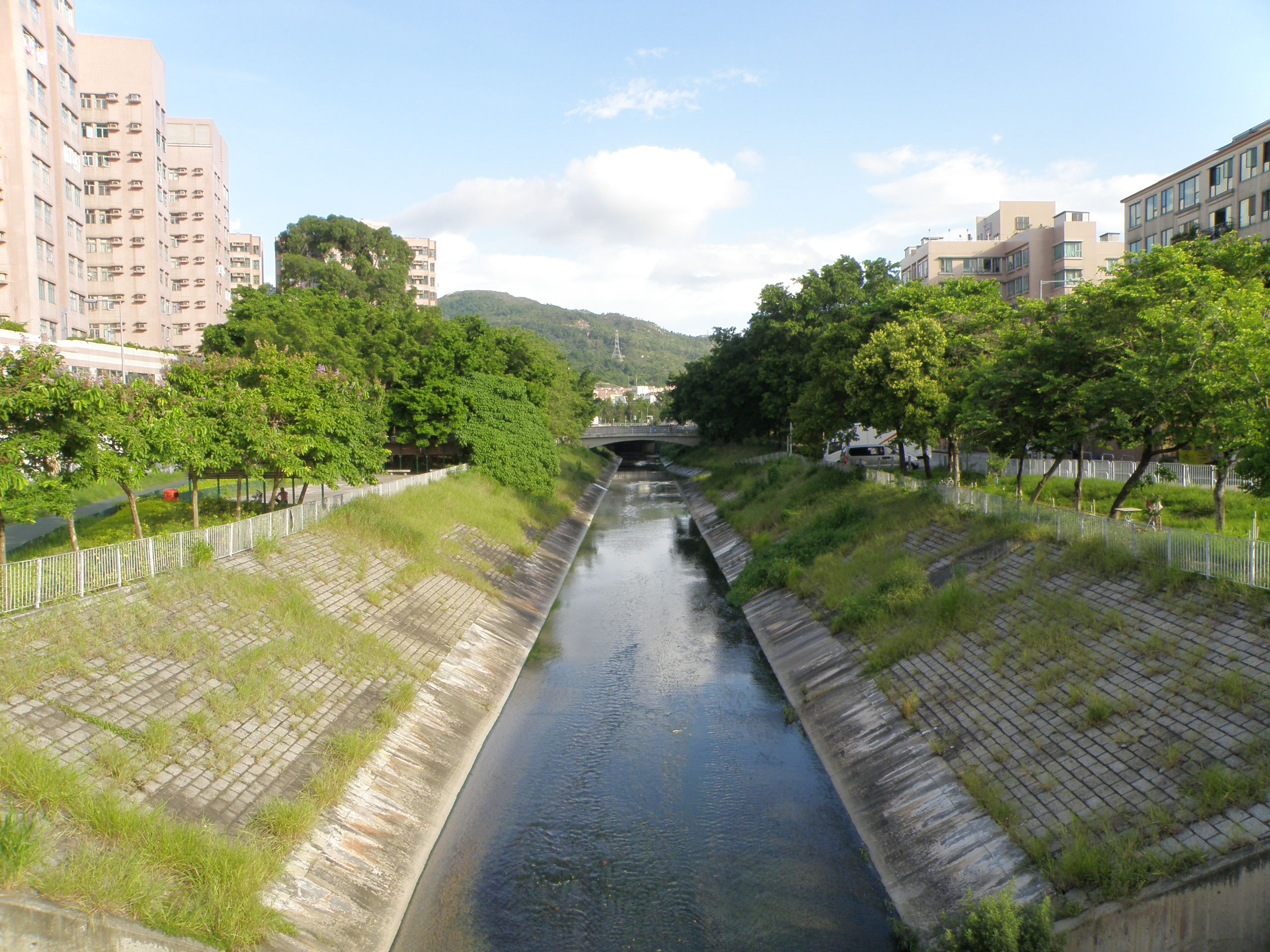
洪水橋近天水圍明渠

1. 相傳元朗橫洲在明朝時當地有一個無惡不作的土豪（毛家三虎）。後來在屏山鄧族一位成員向朝廷上書後，由朝廷發兵下旨誅九族，在官兵圍攻下，存糧將盡，村中眾人在晚上衝出圍門沿小路逃走。在毛家一族逃到丹桂村一帶後被官兵追上而被殺，毛族族人的血把溪水染紅。自此該溪澗便稱為紅水坑，下游的橋便稱為紅水橋，後轉寫為洪水橋[1][2][3]。
2. 紅水河發源於紅水山，山上泥土偏向紅色，導致河水也偏向紅色，所以稱為紅水河，後來傳言太多，改名成為洪水河。

至於1955年洪水沖走學生事件，其事發地點在大埔松仔園，但常被後人誤以為發生在洪水橋。

## 概要及歷史

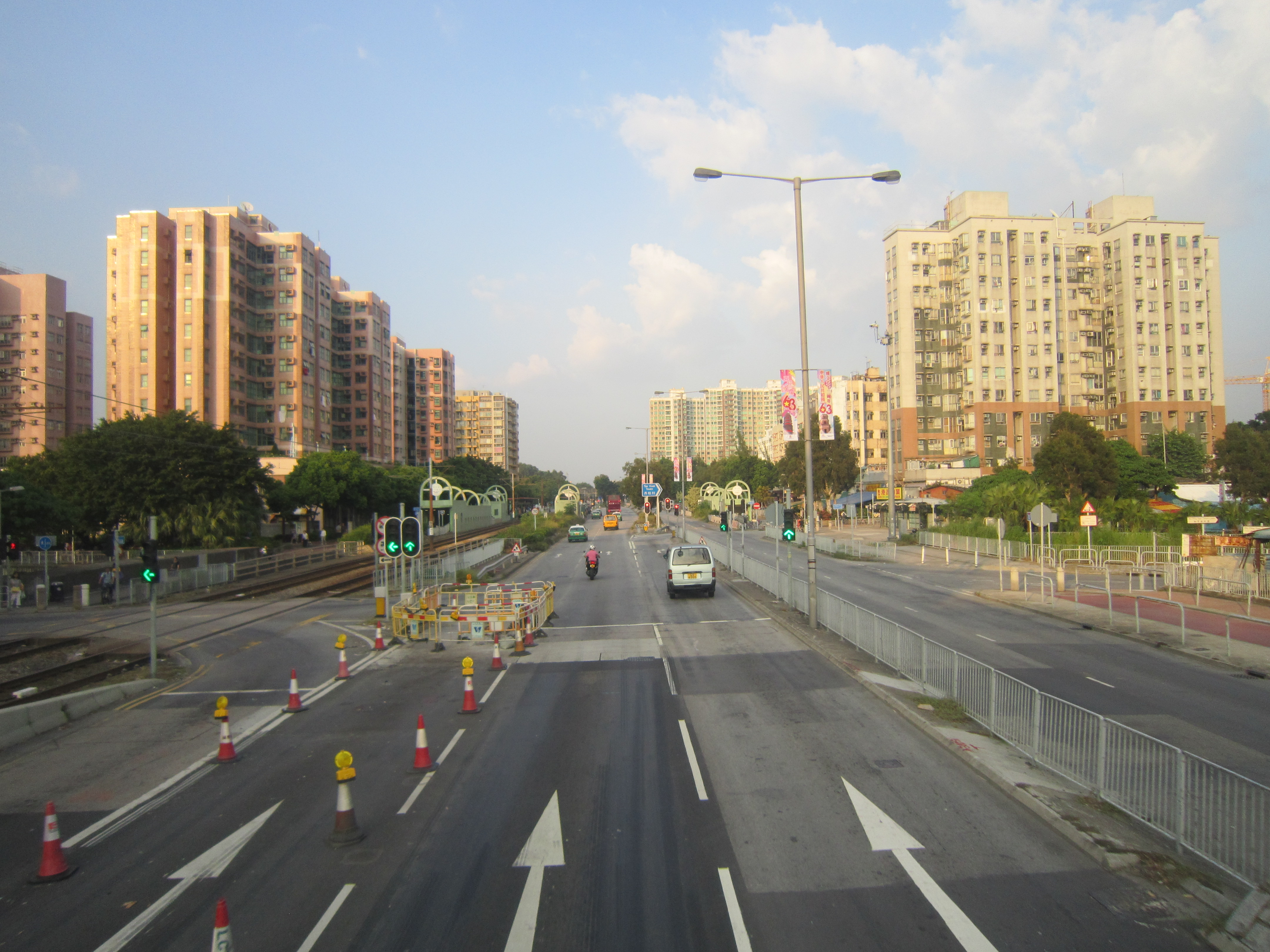
青山公路－洪水橋段近洪水橋大街

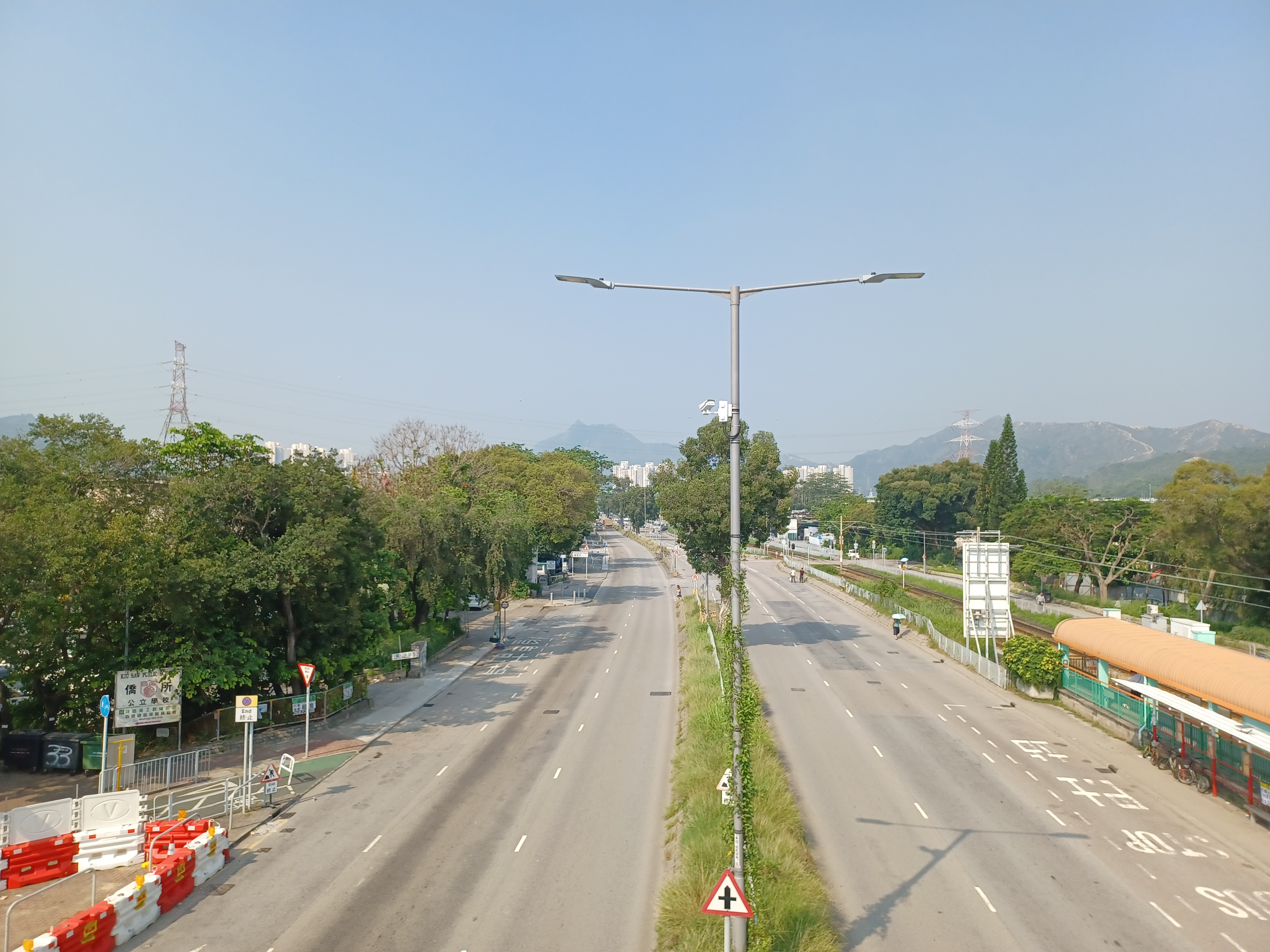
青山公路－洪水橋段近鍾屋村站

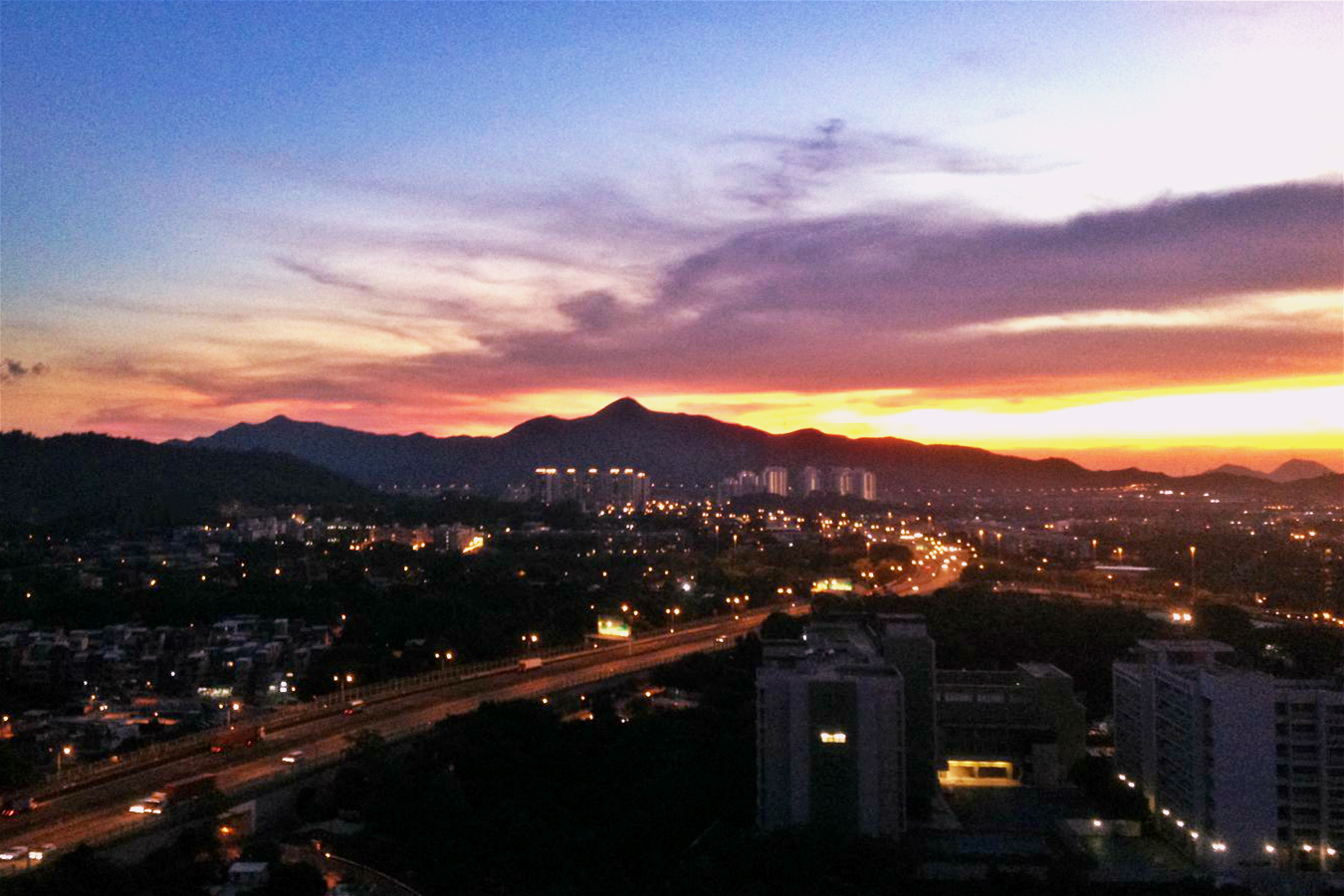
黃昏的洪水橋

洪水橋乃位於屏山西側，位處屯門與元朗之間，昔日青山公路是元朗來往九龍必經之處，區內有廿多條村落，包括原居民村，亦有九條戰後中國大陸來港聚居之村落，包括以廣西人為主的和平新村、丹桂村、亦園村、田心新村、新生新村、石埗路尾村及沙洲里等。昔日洪水橋附近多為耕種及墟市中心，據載洪水橋曾有戲院，座位有800。洪水橋大街是昔日區內商業中心。
早於1980年代初長江實業及新鴻基地產開始在洪水橋發展物業，包括長江實業於1984年落成的雅樂花園，新鴻基地產於1988年至1995年落成的翠珊園、玉桂園、雅珊園、麗珊園、錦珊園及菁雅居等，皆為中等密度住宅。嘉里建設於1996年落成的朗峰園和長江實業於2000年落成的瑞豐華庭，其中由長江實業發展的尚城涉及單位達734伙，為過去逾10多年以來洪水橋最大型的新樓盤。泉薈於2011年入伙。洪水橋首個公共屋邨洪福邨於2015年落成。

## 新市鎮發展

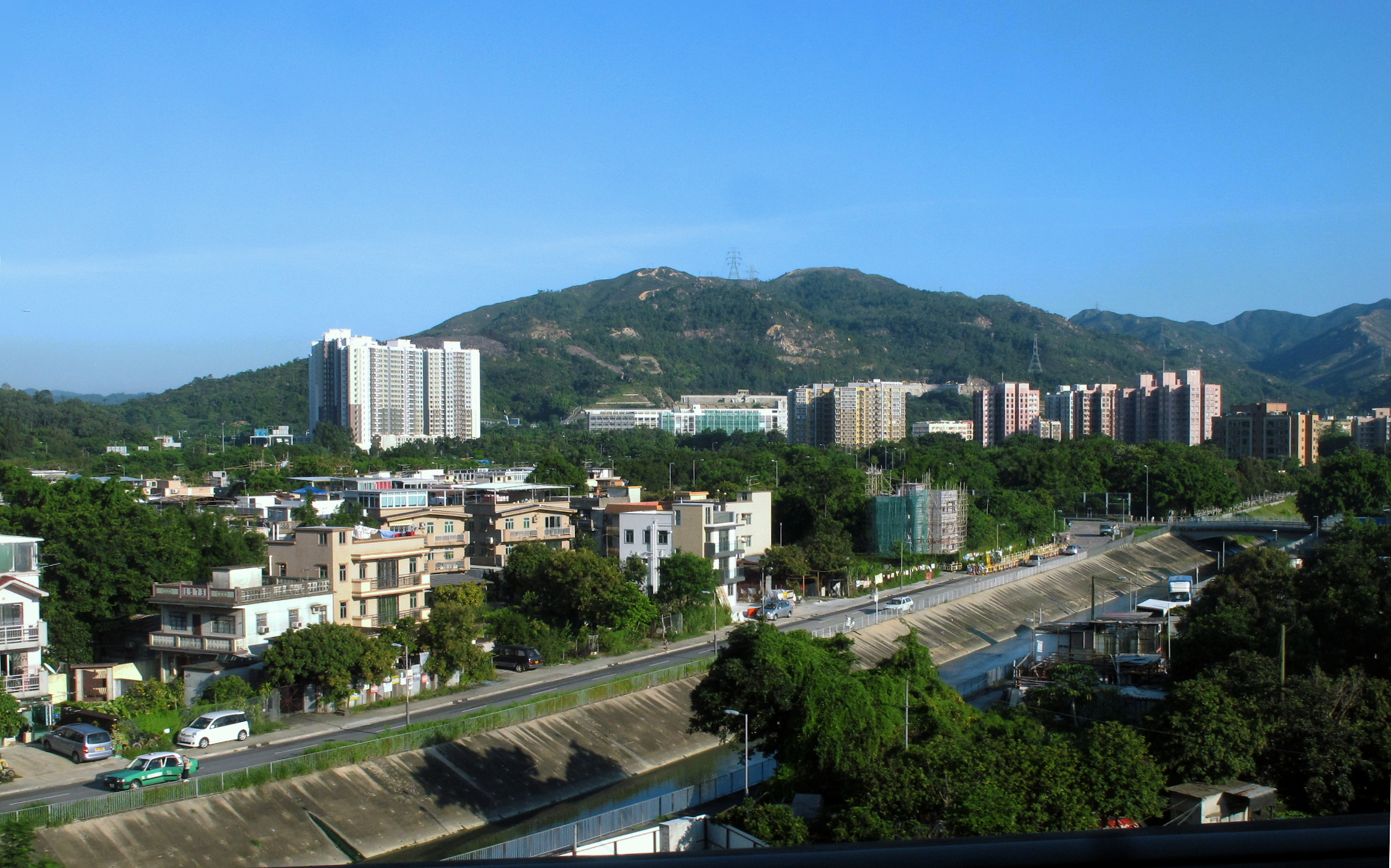
洪水橋一帶住宅大廈

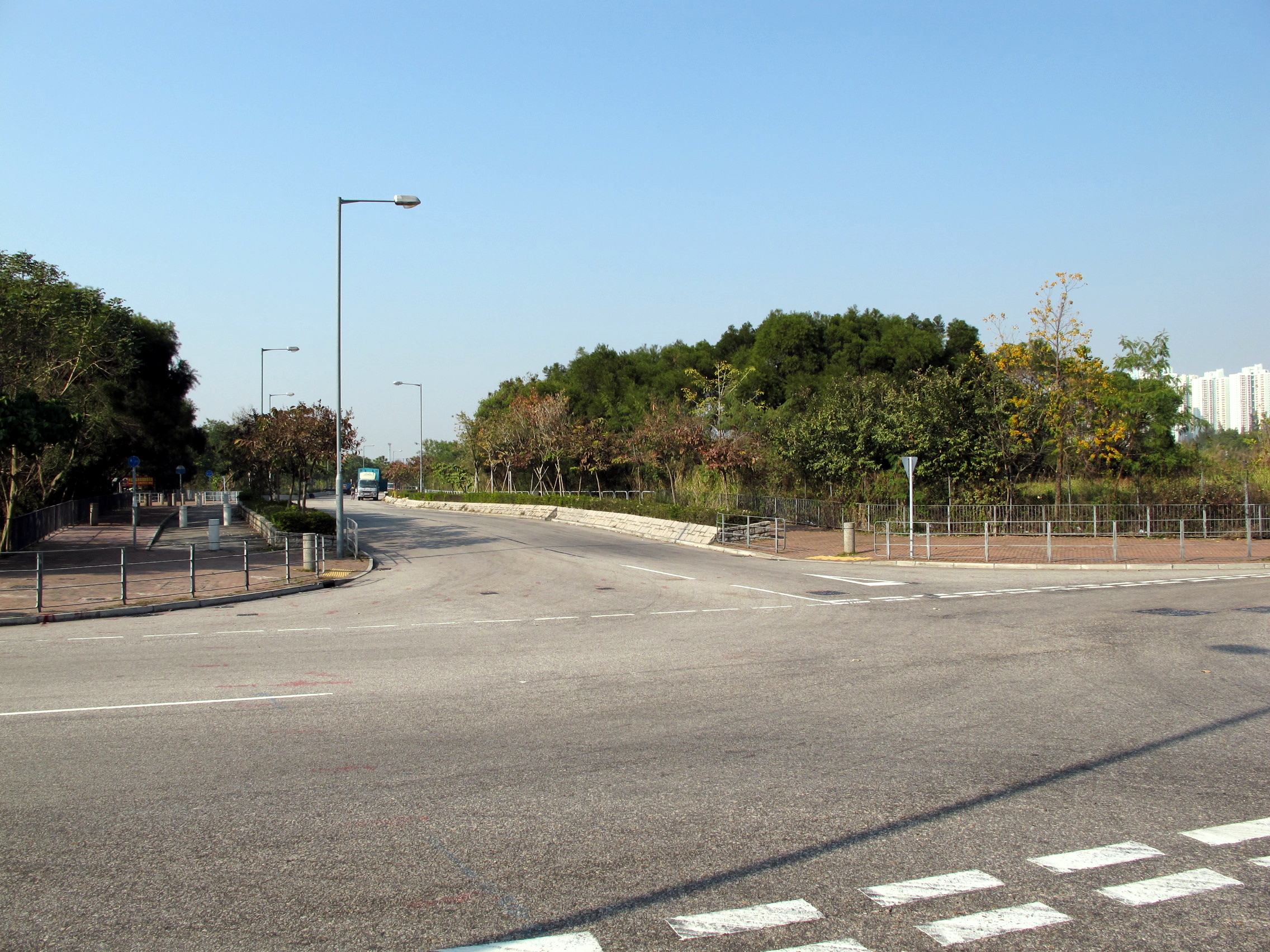
洪水橋部份道路網於2002年建成

1999年香港政府提議將洪水橋發展成為一個具有環境保護概念的環保城，然而因為收地進度緩慢，加上當時樓市瞬息萬變，對於住宅的需求明顯地減低，計畫於2003年擱置。至2007年，洪水橋發展計劃於《2007至2008年度香港行政長官施政報告》中再次被提起，洪水橋新發展區規劃及工程的研究預計於2014年8月完成，於2019年啟動工程、於2024年入伙。
2018年隨著粵港澳大灣區的合作發展，新界西北地位日益重要，規劃署前署長凌嘉勤透露，洪水橋新發展區將成為新界北商業核心區（CBDN）及策略性就業樞紐區，而洪水橋站前亦已預留地皮，用作興建一條連接深圳前海的跨境鐵路。

## 區議會議席分佈
為方便比較，以下列表以青山公路－洪水橋段沿線地區（藍地交匯處至洪天路）為範圍。
| 年度/範圍                                                 | 2000-2003  | 2004-2007  | 2008-2011  | 2012-2015  | 2016-2019  | 2020-2023  | 2024-2027          |
| --------------------------------------------------------- | ---------- | ---------- | ---------- | ---------- | ---------- | ---------- | ------------------ |
| 洪水橋大街以西、青山公路以北以及瑞豐華庭                  | 厦村選區   | 厦村選區   | 厦村選區   | 厦村選區   | 厦村選區   | 厦村選區   | 天水圍南及屏夏選區 |
| 洪水橋大街以東、和平新村里以東、洪天路以東 (瑞豐華庭以外) | 屏山南選區 | 屏山南選區 | 屏山南選區 | 屏山南選區 | 屏山南選區 | 屏山南選區 | 元朗鄉郊東選區     |
| 洪福邨一帶、洪水橋田心路以北、洪志路以南、洪天路以北      | 屏山南選區 | 屏山南選區 | 屏山南選區 | 屏山南選區 | 屏山南選區 | 洪福選區   | 元朗鄉郊東選區     |

註：以上主要範圍尚有其他細微調整（包括編號），請參閱有關區議會選舉選區分界地圖。